# Aberdeen Gardens
Aberdeen Gardens és una concentració de població designada pel cens dels Estats Units a l'estat de Washington. Segons el cens del 2000 tenia 227 habitants.

## Demografia
Segons el cens del 2000, Aberdeen Gardens tenia 227 habitants, 88 habitatges, i 65 famílies. La densitat de població era de 63,5 habitants per km².
Dels 88 habitatges en un 38,6% hi vivien nens de menys de 18 anys, en un 52,3% hi vivien parelles casades, en un 9,1% dones solteres, i en un 26,1% no eren unitats familiars. En el 21,6% dels habitatges hi vivien persones soles el 9,1% de les quals corresponia a persones de 65 anys o més que vivien soles. El nombre mitjà de persones vivint en cada habitatge era de 2,58 i el nombre mitjà de persones que vivien en cada família era de 2,88.
Per edats la població es repartia de la següent manera: un 31,3% tenia menys de 18 anys, un 6,2% entre 18 i 24, un 25,1% entre 25 i 44, un 23,3% de 45 a 60 i un 14,1% 65 anys o més.
L'edat mediana era de 37 anys. Per cada 100 dones de 18 o més anys hi havia 102,6 homes.
La renda mediana per habitatge era de 38.403 $ i la renda mediana per família de 38.819 $. Els homes tenien una renda mediana de 38.333 $ mentre que les dones 16.364 $. La renda per capita de la població era de 17.341 $. Aproximadament el 10,1% de les famílies i el 7,5% de la població estaven per davall del llindar de pobresa.

## Poblacions més properes
El següent diagrama mostra les poblacions més properes.